# 拉巴迪維爾 (路易斯安那州)
拉巴迪維爾（英語：Labadieville）是位於美國路易斯安那州阿桑普申堂區的一個普查規定居民點。

## 人口
根據2020年美國人口普查的數據，拉巴迪維爾的面積為10.07平方千米，當中陸地面積為10.07平方千米，而水域面積為0.00平方千米。當地共有人口1715人，而人口密度為每平方千米170.31人。